# Elitserien (Eishockey) 2008/09
Die Elitserien-Saison 2008/09 war die 34. Spielzeit der schwedischen Elitserien. Die Vorrunde wurde vom 15. September 2008 bis 28. Februar 2009 ausgespielt. Die Play-offs begannen am 5. März, das entscheidende Finalspiel fand am 8. April statt. Schwedischer Meister 2008/09 wurde der Färjestad BK. In der Kvalserien, einer Relegationsrunde zwischen den besten vier Teams der zweitklassigen HockeyAllsvenskan und den beiden Letztplatzierten der Elitserien, mussten der Rögle BK und der Södertälje SK antreten, die beide ihren Startplatz in der höchsten Liga verteidigen konnten.

## Teilnehmer
|  | Team           | Ort          | Halle                  | Kapazität |
|  | -------------- | ------------ | ---------------------- | --------- |
|  | Brynäs IF      | Gävle        | Läkerol Arena          | 8.265     |
|  | Djurgårdens IF | Stockholm    | Hovet                  | 8.300     |
|  | Frölunda HC    | Göteborg     | Scandinavium           | 12.044    |
|  | Färjestad BK   | Karlstad     | Löfbergs Lila Arena    | 8.250     |
|  | HV71 Jönköping | Jönköping    | Kinnarps Arena         | 7.038     |
|  | Linköpings HC  | Linköping    | Cloetta Center         | 8.500     |
|  | Luleå HF       | Luleå        | Coop Arena             | 6.000     |
|  | MODO Hockey    | Örnsköldsvik | Swedbank Arena         | 7.600     |
|  | Rögle BK       | Ängelholm    | Lindab Arena           | 5.040     |
|  | Skellefteå AIK | Skellefteå   | Skellefteå Kraft Arena | 6.001     |
|  | Södertälje SK  | Södertälje   | AXA Sports Center      | 7.250     |
|  | Timrå IK       | Timrå        | E.ON Arena             | 6.000     |

## Reguläre Saison

### Modus
Die zwölf Mannschaften der Elitserien tragen jeweils fünf Spiele gegeneinander aus. Dabei haben sechs Mannschaften 28 Heimspiele und 27 Auswärtsspiele, die anderen Mannschaften bestreiten hingegen 27 Heimspiele und 28 Auswärtsspiele. Eine Mannschaft, die in dieser Saison mehr Heimspiele austragen darf, hat in der nächsten Saison, soweit sie nicht abstieg, weniger Heimspiele.
Ein Sieg in der regulären Spielzeit bringt einer Mannschaft drei Punkte. Bei Toregleichheit nach der regulären Spielzeit wird eine Verlängerung ausgetragen, in der der Sieger zwei Punkte, der Verlierer hingegen einen Punkt erhält. Bei einem Unentschieden nach der Verlängerung erhält jedes Team einen Punkt. Für eine Niederlage in regulären Spielzeit gibt es keine Punkte. Die besten acht Teams der Vorrunde erreichen die Play-off-Serie, während die letzten beiden Mannschaften in der Kvalserien gegen die den besten vier Teams der zweitklassigen HockeyAllsvenskan um ihren Platz in der Liga spielen müssen. Für die Vereine auf den Plätzen 9 und 10 ist die Saison nach der Vorrunde beendet.

### Abschlusstabelle
|     | Klub           | Sp | S  | U  | N  | OTS | OTN | Tore    | Punkte |
| --- | -------------- | -- | -- | -- | -- | --- | --- | ------- | ------ |
| 1.  | Färjestad BK   | 55 | 30 | 17 | 8  | 1   | 3   | 158:122 | 99     |
| 2.  | Linköpings HC  | 55 | 26 | 13 | 16 | 1   | 4   | 166:152 | 92     |
| 3.  | Frölunda HC    | 55 | 25 | 10 | 20 | 6   | 2   | 144:130 | 91     |
| 4.  | HV71           | 55 | 22 | 20 | 13 | 4   | 7   | 160:144 | 90     |
| 5.  | Luleå HF       | 55 | 26 | 9  | 20 | 0   | 6   | 149:136 | 87     |
| 6.  | Skellefteå AIK | 55 | 21 | 12 | 22 | 5   | 4   | 149:141 | 80     |
| 7.  | Brynäs IF      | 55 | 21 | 12 | 22 | 4   | 2   | 128:140 | 79     |
| 8.  | Timrå IK       | 55 | 19 | 12 | 24 | 7   | 1   | 152:142 | 76     |
| 9.  | MODO Hockey    | 55 | 20 | 8  | 27 | 4   | 2   | 153:177 | 72     |
| 10. | Djurgårdens IF | 55 | 17 | 15 | 23 | 5   | 2   | 149:155 | 71     |
| 11. | Rögle BK       | 55 | 18 | 12 | 25 | 1   | 7   | 152:178 | 67     |
| 12. | Södertälje SK  | 55 | 12 | 15 | 28 | 5   | 3   | 122:165 | 56     |

Sp = Spiele, S = Siege, U = unentschieden, N = Niederlagen, OTS = Overtime-Siege, OTN = Overtime-Niederlage, P = Punkte 

### Beste Scorer
Abkürzungen: Sp = Spiele, T = Tore, V = Assists, Pkt = Punkte, +/− = Plus/Minus, SM = Strafminuten; Fett: Bestwert
| Spieler           | Mannschaft     | Sp | T  | V  | Pkt | +/− | SM |
| ----------------- | -------------- | -- | -- | -- | --- | --- | -- |
| Per-Åge Skrøder   | MODO Hockey    | 55 | 30 | 29 | 59  | +26 | 78 |
| Fredrik Bremberg  | Djurgårdens IF | 53 | 17 | 40 | 57  | −8  | 26 |
| Linus Omark       | Luleå HF       | 53 | 23 | 32 | 55  | +18 | 66 |
| Jaroslav Hlinka   | Linköpings HC  | 54 | 12 | 43 | 55  | +8  | 16 |
| Niklas Sundström  | MODO Hockey    | 49 | 18 | 35 | 53  | +22 | 70 |
| Johan Davidsson   | HV71           | 55 | 13 | 37 | 50  | 0   | 24 |
| Johan Harju       | Luleå HF       | 55 | 27 | 22 | 49  | +13 | 30 |
| Jan Hlaváč        | Linköpings HC  | 54 | 25 | 23 | 48  | +6  | 28 |
| Jukka Voutilainen | HV71           | 52 | 17 | 30 | 47  | +8  | 63 |
| Rickard Wallin    | Färjestad BK   | 55 | 18 | 27 | 45  | +7  | 56 |

## Play-offs
Die Play-offs werden im Modus "Best-of-Seven" ausgetragen.

### Viertelfinale
Die Viertelfinalserie fanden vom 5. bis 16. März 2009 statt.
|               |   |                | Serie | 1   | 2   | 3         | 4         | 5   | 6         | 7         |
| ------------- | - | -------------- | ----- | --- | --- | --------- | --------- | --- | --------- | --------- |
| Färjestad BK  | – | Brynäs IF      | 4:0   | 2:0 | 2:1 | 4:0       | 2:1       | −   | −         | −         |
| Linköpings HC | – | Skellefteå AIK | 3:4   | 2:3 | 4:0 | 5:3       | 0:3       | 4:0 | 2:5       | 2:3 n. V. |
| Frölunda HC   | – | Luleå HF       | 4:1   | 5:1 | 2:4 | 5:1       | 5:1       | 1:0 | −         | −         |
| HV71          | – | Timrå IK       | 4:3   | 1:2 | 7:0 | 4:5 n. V. | 1:2 n. V. | 3:1 | 3:2 n. V. | 4:2       |

### Halbfinale
Die Sieger der Viertelfinals bestritten vom 19. bis 28. März die Halbfinalserie.
|              |   |                | Serie | 1   | 2   | 3   | 4         | 5   | 6   | 7 |
| ------------ | - | -------------- | ----- | --- | --- | --- | --------- | --- | --- | - |
| Färjestad BK | – | Skellefteå AIK | 4:0   | 2:0 | 6:0 | 6:0 | 3:2 n. V. | −   | −   | − |
| Frölunda HC  | – | HV71           | 2:4   | 1:3 | 2:1 | 3:1 | 1:6       | 1:4 | 2:4 | − |

### Finale
Die beiden Sieger der Halbfinalpartien spielten vom 1. bis 8. April um die Schwedische Meisterschaft.
|              |   |      | Serie | 1   | 2   | 3   | 4         | 5   | 6 | 7 |
| ------------ | - | ---- | ----- | --- | --- | --- | --------- | --- | - | - |
| Färjestad BK | – | HV71 | 4:1   | 1:4 | 4:1 | 3:1 | 3:2 n. V. | 3:2 | − | − |

### Schwedischer Meister
| Schwedischer Meister Färjestad BK | Torhüter: Reinhard Divis, Jonas Gustavsson Verteidiger: Dominik Graňák, Anton Grundel, Jonas Holøs, Per Johnsson, Markus Karlsson, Arto Laatikainen, Johan Motin, Thomas Rhodin, Martin Ševc, Jens Skålberg, Ari Vallin Angreifer: Per Åslund, Dick Axelsson, Anders Bastiansen, Henrik Björklund, Lee Goren, Marius Holtet, Marcus Johansson, Martin Johansson, Mikael Johansson, Jörgen Jönsson, Emil Kåberg, Jesper Mattson, Peter Nordström, Marcus Paulsson, Eero Somervuori, Gustaf Thorell, Sacha Treille, Rickard Wallin Cheftrainer: Per-Erik Johnsson, Tommy Samuelsson |

## Auszeichnungen
- Guldpucken (bester schwedischer Spieler) – Jonas Gustavsson, Färjestad BK
- Guldhjälmen (Most Valuable Player) – Johan Davidsson, HV71
- Honkens trofé (bester Torhüter) – Johan Holmqvist, Frölunda HC
- Håkan Loob Trophy (bester Torjäger) – Per-Åge Skrøder, MODO Hockey
- Årets nykomling – Victor Hedman, MODO Hockey
- Salming Trophy (bester Verteidiger) – Marcus Ragnarsson, Djurgårdens IF
- Guldpipa (bester Schiedsrichter) – Marcus Vinnerborg, Ljungby